# Volîțea, Lanivți
Volîțea (în ucraineană Волиця) este un sat în orașul raional Lanivți din regiunea Ternopil, Ucraina.

## Demografie
Componența lingvistică a localității Volîțea
     Ucraineană (100%)
Conform recensământului din 2001, toată populația localității Volîțea era vorbitoare de ucraineană (100%).